# Copa SheBelieves 2025
La Copa SheBelieves 2025, denominada Copa SheBelieves 2025 presentada por Visa por razones de patrocinio, fue la décima edición de la Copa SheBelieves, un torneo de fútbol femenino por invitación que se celebró en los Estados Unidos. Con la participación de equipos nacionales de Australia, Colombia, Japón y Estados Unidos, el torneo se llevó a cabo del 20 al 26 de febrero de 2025.
Australia y Colombia hicieron su debut en la Copa SheBelieves.

## Formato
El formato volverá al tradicional de seis partidos y tres jornadas, como era en 2023.

### Sedes
| Glendale, Arizona          | Houston, Texas       | San Diego, California |
| -------------------------- | -------------------- | --------------------- |
| State Farm Stadium         | Shell Energy Stadium | Snapdragon Stadium    |
| Capacidad: 63,400          | Capacidad: 20,656    | Capacidad: 35,000     |
|                            |                      |                       |
| Glendale Houston San Diego |                      |                       |

## Equipos
| Equipos        | FIFA Rankings (agosto de 2024) |
| -------------- | ------------------------------ |
| Estados Unidos | 1                              |
| Japón          | 7                              |
| Australia      | 15                             |
| Colombia       | 21                             |

## Resultados
| Pos. | Equipo         | Pts. | PJ | G | E | P | GF | GC | Dif. |
| ---- | -------------- | ---- | -- | - | - | - | -- | -- | ---- |
| 1    | Japón          | 9    | 3  | 3 | 0 | 0 | 10 | 2  | +8   |
| 2    | Estados Unidos | 6    | 3  | 2 | 0 | 1 | 5  | 3  | +2   |
| 3    | Colombia       | 3    | 3  | 1 | 0 | 2 | 3  | 7  | −4   |
| 4    | Australia      | 0    | 3  | 0 | 0 | 3 | 2  | 8  | −6   |

 Fuente: Soccerway

### Partidos
| 20 de febrero de 2025 | Japón                                    | 4:0 (2:0) | Australia | Shell Energy Stadium, Houston, Texas |                        |
| 17:00 UTC-6           | Tanaka 6', 32' · Hamano 52' · Minami 75' | Reporte   |           | Árbitra: Natalie Simon               | Árbitra: Natalie Simon |

| 20 de febrero de 2025 | Estados Unidos            | 2:0 (1:0) | Colombia | Shell Energy Stadium, Houston, Texas |                          |
| 20:00 UTC-6           | Macário 33' · Sentnor 60' | Reporte   |          | Árbitra: Karen Hernández             | Árbitra: Karen Hernández |

| 23 de febrero de 2025 | Colombia      | 1:4 (1:2) | Japón                                            | State Farm Stadium, Glendale, Arizona |                             |
| 15:00 UTC-7           | Caicedo 45+4' | Reporte   | Tanikawa 1' · Tanaka 8', 80' (pen.) · Hamano 57' | Árbitra: Alexandra Billeter           | Árbitra: Alexandra Billeter |

| 23 de febrero de 2025 | Estados Unidos           | 2:1 (1:0) | Australia  | State Farm Stadium, Glendale, Arizona |                        |
| 17:00 UTC-7           | Williams 1' · Cooper 68' | Reporte   | Heyman 80' | Árbitra: Lizzet García                | Árbitra: Lizzet García |

| 26 de febrero de 2025 | Australia | 1:2 (0:1) | Colombia               | Snapdragon Stadium, San Diego, California |                             |
| 19:30 UTC-8           | Raso 69'  | Reporte   | Bonilla 15' · Usme 73' | Árbitra: Ekaterina Koroleva               | Árbitra: Ekaterina Koroleva |

| 26 de febrero de 2025 | Estados Unidos | 1:2 (1:1) | Japón                | Snapdragon Stadium, San Diego, California |                              |
| 22:30 UTC-8           | Sentnor 14'    | Reporte   | Momiki 2' · Koga 50' | Árbitra: Carly Shaw-Maclaren              | Árbitra: Carly Shaw-Maclaren |

|                           |
| Bandera de Japón          |
| Campeón Japón 1.er título |

## Goleadoras
4 goles
- Mina Tanaka

2 goles
- Ally Sentnor
- Maika Hamano

1 goles
- Lynn Williams
- Linda Caicedo
- Michelle Cooper
- Michelle Heyman
- Catarina Macário
- Moeka Minami
- Hayley Raso
- Catalina Usme
- Wendy Bonilla
- Momoko Tanikawa